# 本光寺 (岡崎市)
本光寺（ほんこうじ）は、愛知県岡崎市上青野町新井1にある真宗大谷派の寺院。山号は神領山（稲前神領山）。本堂と山門は登録有形文化財かつ岡崎市景観重要建造物。本堂は近代における真宗寺院の典型例とされる。

## 歴史

### 創建
康保2年（965年）、近江国の豪族だった木津三右衛門慰は慈恵大師の直弟子となって證惠法印と名乗った。證惠法印は天元3年（980年）、岡崎城下の大手門近くに天台宗の寺院として本光寺を創建した。歴代住職が稲前神社の別当職を務めていたことが神領山（稲前神領山）という山号の由来である。

### 中世
三河国は真宗王国と言われるほど浄土真宗の勢力が強いとされる。応仁2年（1468年）、14世教圓は本願寺8世蓮如上人の弟子となり、教順という法名を授かって天台宗から浄土真宗に転宗した。

### 近世
天正18年（1590年）以後には岡崎城下が拡張されたことで、慶長6年（1601年）には額田郡上青野村の現在地に寺基を移した。この際には稲前神社も本光寺の隣接地に移転している。元禄年間（1688年-1704年）、岡崎藩主の水野忠之の寄進によって山門が建立されたが、この山門は一般の真宗寺院には認められなかった楼門だった。文政10年（1827年）、岡崎藩主の本多忠考によって山門が再建された。

### 近代
明治維新後には稲前神社が榊宮神明宮と統合され、社殿の跡地は児童遊園地となっている。1894年（明治27年）には本堂と庫裏が全焼したが、1913年（大正2年）に東本願寺の影響を強く受けた本堂が再建された。

### 現代
2007年（平成19年）10月2日、本堂と山門が登録有形文化財に登録された。2015年（平成27年）4月8日、本堂と山門が岡崎市景観重要建造物に指定された。
2019年（平成31年）から2020年（令和2年）には本堂と山門の修復工事が行われた。2022年（令和4年）5月4日と5月5日には本堂・山門修復落慶法要、親鸞聖人750回御遠忌法要、蓮如上人500回御遠忌法要が行われた。

## 文化財

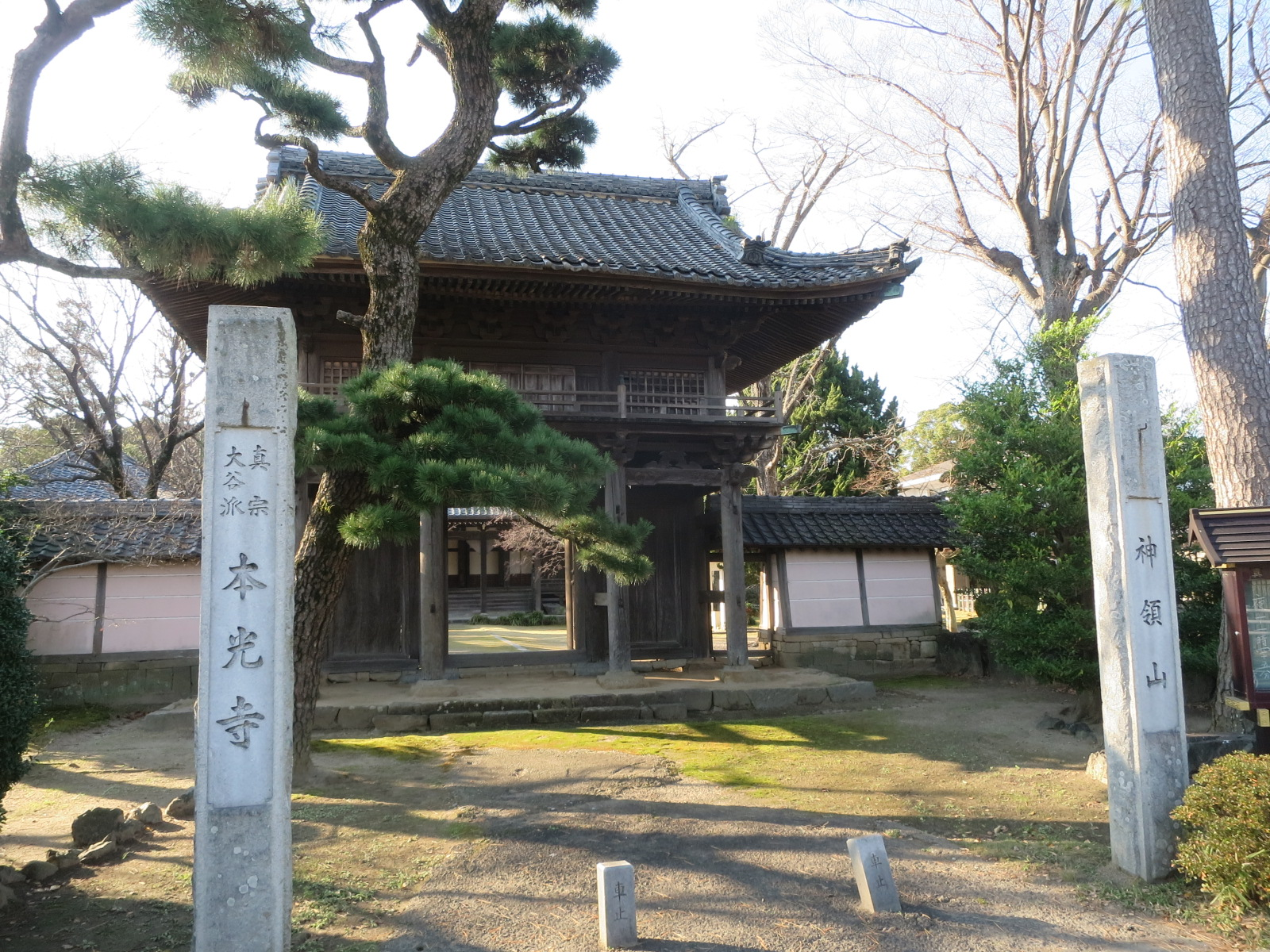
山門

### 登録有形文化財
- 本堂
- 山門

### 岡崎市景観重要建造物
- 本堂
- 山門

## 交通アクセス
- JR東海道本線岡崎駅から名鉄バスに乗車して「土井」バス停下車後徒歩約15分